# Bakchich (site web)
Pour les articles homonymes, voir Bakchich (homonymie).
Bakchich est un site web satirique français d'information journalistique disparu en 2016, décliné en hebdomadaire imprimé de septembre 2009 à janvier 2011.

## Historique
Bakchich est fondé en mai 2006 par les journalistes Xavier Monnier, Léa Labaye, Guillaume Barou, venus du journal satirique bimensuel panafricain Le Gri-Gri International.
En 2007, la rédaction du site s'étoffe avec l'arrivée de Nicolas Beau (Le Monde puis Le Canard enchaîné), qui devient directeur de la rédaction. Début 2008, elle compte une trentaine de journalistes, dessinateurs et chroniqueurs.
Le 9 novembre 2009, Bakchich dépose le bilan au tribunal de commerce afin de demander son placement en redressement judiciaire avec plan de continuation. Bakchich est placé en liquidation judiciaire le 26 janvier 2011. Le site Internet rouvre le 24 juin 2011.
Le site disparaît en 2016.

## Concept
Avec pour slogan « informations, enquêtes et mauvais esprit », ce site Internet propose des nouvelles et des enquêtes au travers du prisme d'un humour acerbe, à l'instar des journaux satiriques tels que Le Canard enchaîné ou Charlie Hebdo.
Sur la page « Qui sommes-nous ? » du site, on peut lire : « […] un journal qui n’écrit que s’il peut apporter un plus aux infos du jour et qui se nourrit d’enquêtes exclusives, fouillées. Sur tous les sujets. Des scandales politico-financiers aux dessous du football, de la consommation aux grandes affaires internationales, du people au social. Rien de ce qui est humain ne nous est étranger. Et le tout drapé d’un ton qui nous est propre. Jamais méchant, toujours titillant, souvent sale gosse. […]. »

## Bakchich.tv
En septembre 2008, Bakchich.info rejoint un autre pure player de l'actualité indépendante sur le Web, De source sûre (DSS). DSS est tourné vers la vidéo. La fusion donne naissance à la WebTV Bakchich.tv qui reprend les couleurs du site principal.

## Bakchich Hebdo
Le 23 septembre 2009 est lancée une version papier hebdomadaire du site, baptisée Bakchich Hebdo. Cette parution a pour objectif premier de renflouer les caisses du site qui, malgré la publicité et les abonnements, ne parvient pas à l'équilibre financier. Mais c'est aussi une manière d'aller à contre-courant des autres organes de presse, en passant de « l'écran à l'écrit. »
Plusieurs cahiers composent le journal, reprenant le style de Bakchich.info. L'équipe de Vendredi, autre journal critique basé sur le Web, participe à une revue de presse de blogs et articles issus d'Internet.
Bakchich Hebdo revendique 3 000 abonnés et 12 000 lecteurs en février 2010 ; « Il en faut désormais le double pour atteindre l'équilibre financier. ».
La parution de Bakchich Hebdo est suspendue le 14 janvier 2011, date de diffusion dans les kiosques du numéro 53 titré « Voilà, c'est fini… » L'hebdomadaire revendique alors 10 000 lecteurs.

## RCD, espionnage et surveillance des activistes anti-Ben Ali
Selon les documents du 36 rue Botzaris, le RCD avait une « cellule de veille » dont la mission était d'espionner et de surveiller des activistes anti-Ben Ali.
Dans ces documents, un e-mail de chef de la cellule envoyé le 16 octobre 2009 au secrétaire général du RCD, après la sortie du livre La Régente de Carthage : Main basse sur la Tunisie, le chef indique que son équipe de veille « approfondira dans les prochains jours, l'analyse des comportements des membres et animateurs de Bakchich ».
D'après l'opposant Farouk Ben Hassine, conseiller en science politique, cela se déroulait sur le territoire français, contre des Français, preuve que le gouvernement français était complice du régime de Ben Ali.